# Bekaadalen

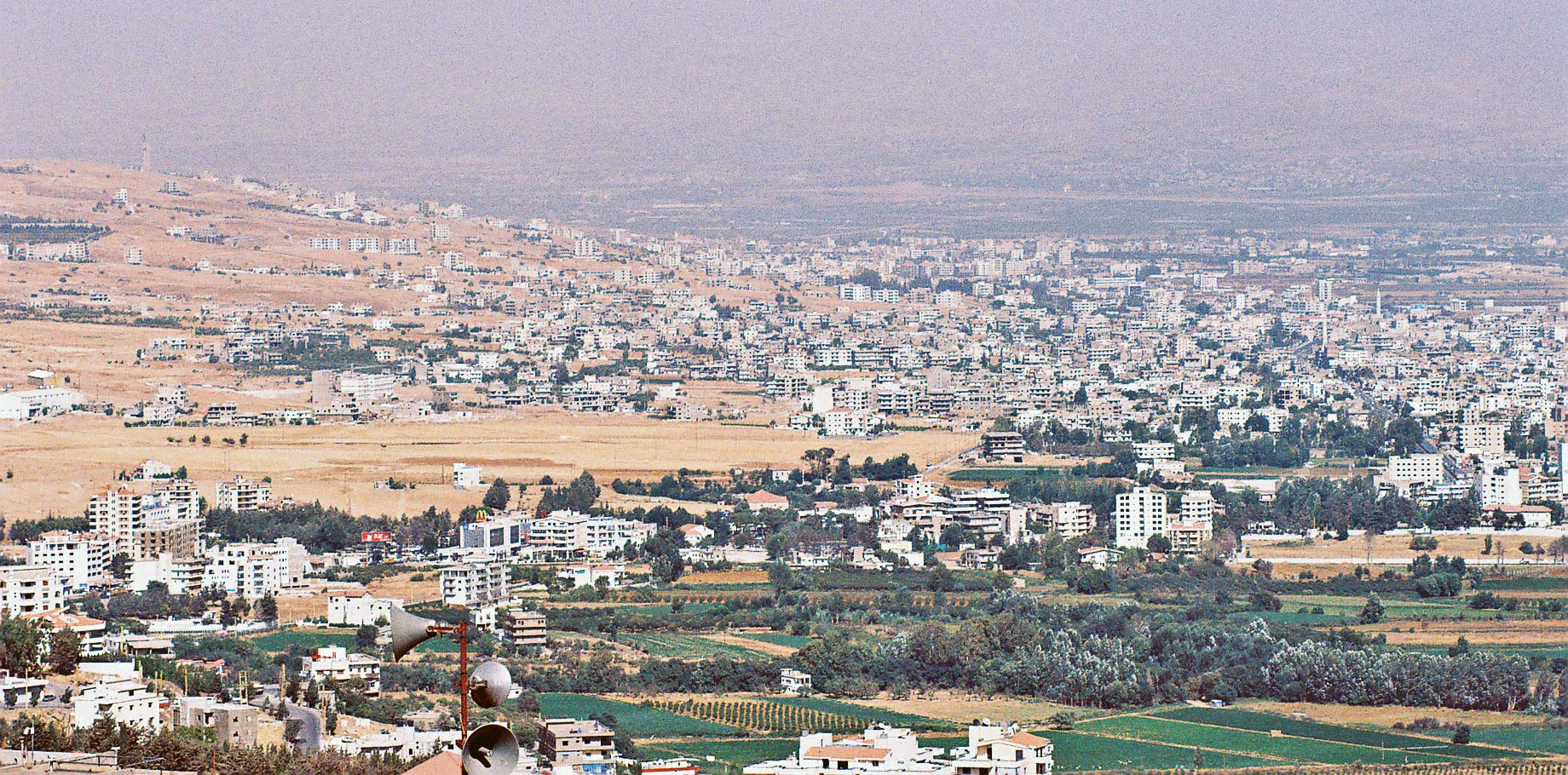
Bekaadalen.

Bekaadalen är en dal i Libanon, som sträcker sig mellan Libanonbergen och bergskedjan Antilibanon. Dalen kallades i forntiden för Celesyrien.
I dalen finns bland annat jordbruk, vinodlingar och även cannabisodlingar[källa behövs]. Området är känt för utmärkt förhållande för druvodling med sina 300 soldagar årligen, regnfria somrar och mineralrika jordmån. Åren 1995–2005 har antalet vingårdar mer än dubblerats. Där finns mer än 90 procent av landets vingårdar, cannabisodlingarna försvinner främst på bekostnad av framväxten av druvodling. Cannabisodling är gamla kvarlevor från det libanesiska inbördeskriget (1975–1990).